# Milejów-Osada
Milejów-Osada – osada w Polsce położona w województwie lubelskim, w powiecie łęczyńskim, w gminie Milejów. Leży przy drodze wojewódzkiej nr 829 z Łucki do Biskupic, nad rzeką Wieprz. 
Osada jest sołectwem, siedzibą gminy Milejów. Według Narodowego Spisu Powszechnego z roku 2011 kolonia liczyła 2569 mieszkańców.

## Historia
Powstanie miejscowości związane jest z rozwojem przemysłu w czasach władania pobliskiego Milejowa przez rodzinę Rostworowskich. W 1885 był tu piec wapienny, cegielnia, smolarnia, były również pokłady kamienia wapiennego i torfu, plantacje tytoniu. W latach 1907–1935 działała tu cukrownia. W 1912 dla dzieci pracowników zakładów i służby dworskiej powstała szkoła podstawowa; przy cukrowni powstała w 1916 biblioteka. W czasie II wojny światowej w budynkach po dawnej cukrowni Niemcy produkowali marmoladę i płatki kartoflane na potrzeby żołnierzy. W latach 1941–1941 w fabryce pracował pisarz Stanisław Maria Saliński. 
W dwudziestoleciu międzywojennym nazwę Milejów nosiły: folwark, osada fabryczna i wieś. Wszystkie one należały do gminy Brzeziny w powiecie lubelskim. W 1921 w folwarku było 12 budynków mieszkalnych, zamieszkałych przez 352 osoby, z których wszystkie deklarowały narodowość polską i wyznanie rzymskokatolickie. W osadzie fabrycznej również było 12 domów, mieszkańców zaś 261; 2 osoby deklarowały wyznanie mojżeszowe i 2 – ewangelickie, reszta – rzymskokatolickie, pod względem narodowościowym 2 osoby deklarowały narodowość żydowską, reszta – polską. 
W latach 1954–1972 miejscowość należała i była siedzibą władz gromady Milejów. W latach 1975–1998 miejscowość administracyjnie należała do ówczesnego województwa lubelskiego.
W 1944 utworzono tu Zakłady Przetwórstwa Owocowo-Warzywnego. Stało się to impulsem do dalszego rozwoju miejscowości – dzięki wsparciu zakładu powstały m.in. bloki mieszkalne czy stadion. 

## Infrastruktura
W miejscowości znajdują się: budynek urzędu gminy, dom kultury, biblioteka, oddział banku spółdzielczego, dwa zakłady opieki zdrowotnej, przedszkole, szkoła podstawowa, zespół szkół ponadpodstawowych, placówka pocztowa, posterunek policji, stadion klubu sportowego "Tur", osiedle mieszkaniowe, park, targowisko, sklepy i przystanek komunikacji publicznej. Na terenach pozakładowych funkcjonują podmioty prowadzące działalność gospodarczą w sektorze spożywczym.   
W ciągu ulicy Klarowskiej znajduje się most drewniany na Wieprzu. W pobliżu stadionu przez tę rzekę przerzucono kładkę pieszą.
W miejscowości znajdowała się stacja kolejowa Milejów-Osada.

## Zabytki
W miejscowości znajduje się 6 obiektów zabytkowych:
- dom pracowników w zespole cukrowni przy ul. Spacerowej
- dom pracowników w zespole cukrowni przy ul. Partyzanckiej
- gorzelnia z zespołem dworsko-parkowym
- magazyn spirytusowy przy gorzelni
- park (pozostałości) w zespole dworsko-parkowym